# Ellen Cronholm
Ellen Annika Cronholm, född 1 december 1971 i Sollentuna, är en svensk konstnär med grafik som specialitet. Hon är verksam i Stockholm. 
Efter gymnasiets naturvetenskaplig linje 1990 fortsatte Cronholm ett år på Nyckelviksskolan i Lidingö.  1991–1994 tillbringade hon på Grafikskolan i Stockholm, varav två månader under sista året i grafikverkstan Borderline med konstnären Phil Sayers. 1994–1996 läste hon konstvetenskap och antikens kultur och samhällsliv vid Stockholms universitet. Hon undervisade själv i grafik och konst och kulturhistoria på Ölands konstskola och Ölands folkhögskola 1999 och 2001. Cronholm var projektelev på grafiken vid Kungliga Konsthögskolan i Stockholm år 2000.
Var gästlärare i Grafik på Nyckelviksskolan 2002.
Hon arbetar vid sidan av sin konstnärliga verksamhet med restaureringsteknik på Moderna Museet. Hon är medlem i Grafiska sällskapet från 1995, Konstnärsmedlem i Grafikens hus sedan starten och i Svenska konstnärernas förening.
Cronholm är dotter till professor Tomas Cronholm. Hon sambor med konstnären Anders Gudmundson. Paret har en son.

## Produktion
Cronholm har arbetat med olika tekniker och uttryck.  Hon har specialstuderat finpapperstillverkning och bland annat tagit fram en ”bok” i sex exemplar med egna grafiska illustrationer till handtryckt ledtext. Runt 2000–2004 har limtryck i halvstort format med visioner av en övergiven ”efter katastrofen”-värld av mystiska kanaler och rör för vätskor eller el dominerat produktionen. Kommunikation eller brist på sådan kan läsas ut som en ledtråd även i flera tidigare experiment med plastmaterial och i senare verk.

### Utställningar
Cronholm har haft separatutställningar i Stockholm på Grafiska Sällskapets Galleri (2004) och 
Konstnärshuset (2002). Hon har medverkat i ett tjugotal andra utställningar, varav flera utanför Sverige.
Hon finns representerad hos:
- Statens konstråd
- Moderna Museet[2] i Stockholm
- British Museum[3] i London
- Västerås konstmuseum
- Östergötlands Läns Landsting
- Grafikens hus i Mariefred
- Grafiska sällskapet
- Kalmar Konstmuseum[4]

## Utmärkelser
- Arbetsstipendium från Konstnärsnämnden 2002.
- Tilldelades Lilla Grafikpriset på Grafikens Hus i november 2000.
- Vistelsestipendium med utställning på Hahnaholmen i Esbo, Helsingfors 1996.